# Ludlul bel nemeqi

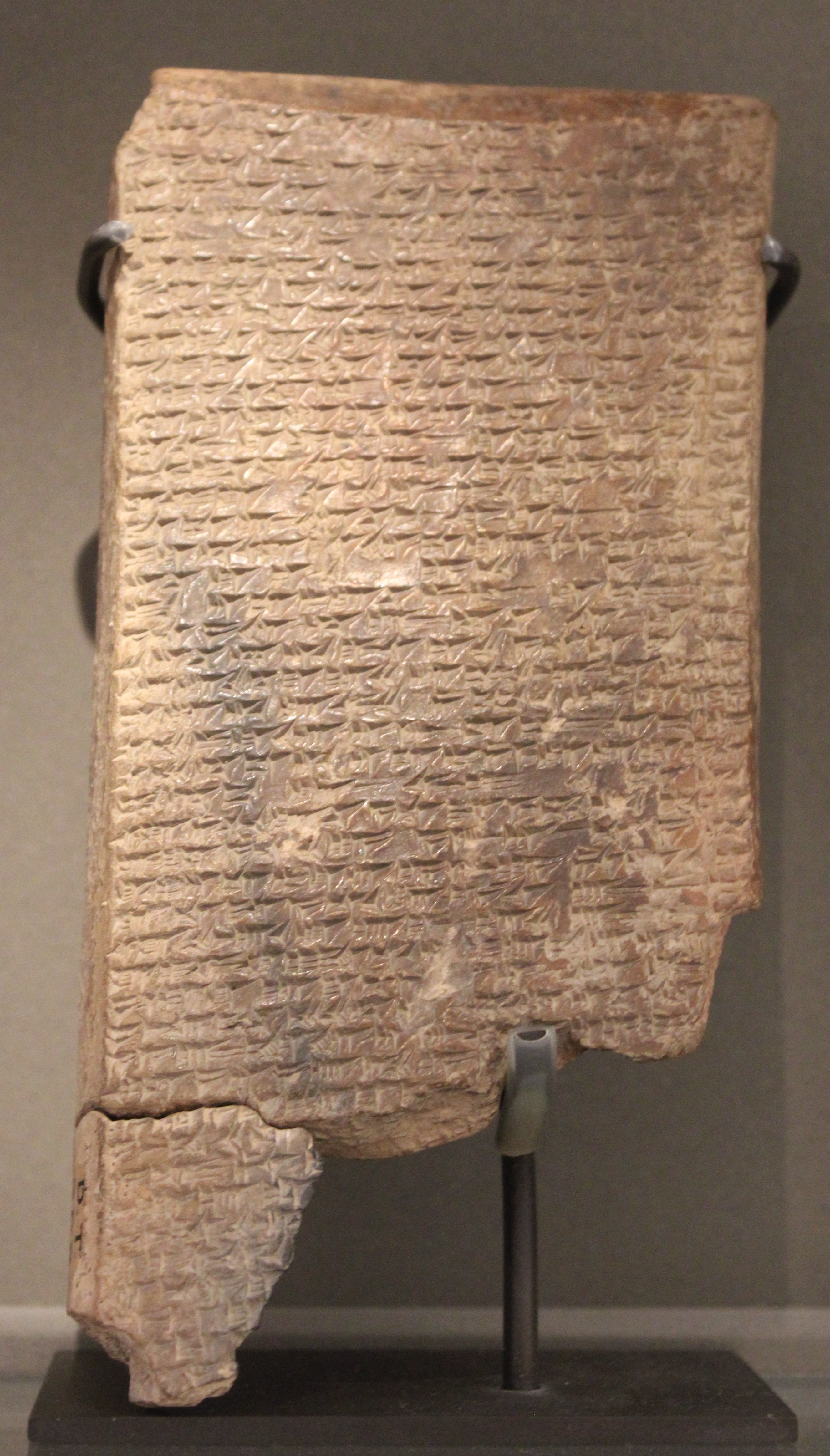
Ludlul bel nemeqi. (Loaré al Señor de la SabiduríaTablilla de poema Salomónico.

Ludlul bel nemeqi (Loaré al Señor de la Sabiduría, llamado también El Job babilónico) es un poema mesopotámico escrito en acadio que se preocupa por el problema del injusto sufrimiento de un hombre, llamado Shubshi-meshre-Shakkan. Se cree que fue escrito por el propio Shubshi-meshre-Shakkan, quien se presenta como habiendo vivido en tiempos del rey Nazi-Maruttash, lo que está corroborado por una tablilla contemporánea que le refiere en aquel tiempo.
El poema fue escrito en cuatro tablillas formadas por más de 400 líneas. De acuerdo con William Moran, el trabajo es un himno de acción de gracias al dios Marduk por la recuperación de una grave enfermedad. El poema describe cómo cambió un día la suerte de Shubshi-meshre-Shakkan, un hombre rico de alto rango. Cuando fue acosado por señales ominosas, provocó la ira del rey, y siete cortesanos tramaron todo tipo de daño contra él. Esto resultó en que él perdiera su propiedad (“han dividido todas mis posesiones entre gentuza extranjera”), sus amigos (“mi ciudad me desaprueba como un enemigo; de hecho, mi tierra es salvaje y hostil”), su fuerza física (“mi carne está flácida y mi sangre ha menguado”), y la salud, como él relata que “se revolcaba en mis excrementos como una oveja ”. Mientras entraba y salía de la conciencia en su lecho de muerte, su familia ya conducía su funeral, Urnindinlugga, un kalû, o sacerdote de encantamiento, fue enviado por Marduk para presagiar su salvación. La obra concluye con una oración a Marduk.
El poema fue publicado por W. G. Lambert el año 1960 y reeditado el 1996.